# Hylotelephium caucasicum
Hylotelephium caucasicum är en fetbladsväxtart som först beskrevs av Aleksandr Alfonsovitj Grossgejm, och fick sitt nu gällande namn av Hideaki Ohba. Hylotelephium caucasicum ingår i släktet kärleksörter, och familjen fetbladsväxter. Inga underarter finns listade i Catalogue of Life.